# Der Vampyr (Lindpaintner)
Pour les articles homonymes, voir Der Vampyr.
Versions successives
Personnages
- Comte Aubri, le Vampire
- Ignerand, Comte Port d'Amour
- Isolde, fille d'Ignerand
- Hypolit, Comte Damartin, jeune époux d'Isolde
- Balbine, la gouvernante d'Isolde
- Étienne, jardinier de Port d'Amour
- Morton
- Lorette, fille de Morton
- Lavigne, son jeune époux

Der Vampyr (en français Le Vampire) est un opéra de Peter Josef von Lindpaintner sur un livret de Cäsar Max Heigel, créé en 1828 au théâtre de la Cour (de) de Stuttgart.
Il est basé sur une œuvre de Heinrich Ludwig Ritter, basé à son tour sur un mélodrame français de Charles Nodier, Pierre Carmouche et Achille de Jouffroy, finalement attribuable à la nouvelle Le Vampire (1819) de John Polidori, bien que le crédit du livret de Lindpaintner cite à tort Lord Byron.
D'autres opéras du début du XIXe siècle sur le même thème sont I vampiri de Silvestro Palma (it) (1812), Le Vampire de Martin-Joseph Mengal (1826) et Der Vampyr de Heinrich Marschner, la même année que l'opéra de Lindpaintner.

## Argument
La scène de l'action se situe dans le sud de la France (et non en Écosse), même si en général elle suit la même histoire que Der Vampyr de Marschner.

## Histoire
La première représentation a lieu au théâtre de la Cour (de) à Stuttgart le 21 septembre 1828.
Lindpaintner réalise une version révisée de l'opéra en 1850, lorsqu'il met des récitatifs à la place du dialogue parlé original.
Au jour du premier anniversaire de la mort de Lindpaintner, l'opéra est donné au Hoftheater afin d'élever un monument à sa mémoire.

## Distribution de la première
| Rôle                                          | Voix          | Distribution de la première, 21 septembre 1828 Orchestre : Peter Josef von Lindpaintner |
| --------------------------------------------- | ------------- | --------------------------------------------------------------------------------------- |
| Ignerand, Comte Port d'Amour                  | basse         | Christian Wilhelm Häser (de)                                                            |
| Isolde, fille d'Ignerand                      | soprano       | Caterina Canzi                                                                          |
| Hypolit, Comte Damartin, jeune époux d'Isolde | ténor         | August Karl Hambuch (de)                                                                |
| Comte Aubri, le Vampire                       | basse         | Gustav Petzold (de)                                                                     |
| Balbine, la gouvernante d'Isolde              | mezzo-soprano |                                                                                         |
| Étienne, jardinier de Port d'Amour            | basse         |                                                                                         |
| Morton                                        | basse         |                                                                                         |
| Lorette, fille de Morton                      | soprano       |                                                                                         |
| Lavigne, son jeune époux                      | ténor         |                                                                                         |